# Kasa
Kasa je budistička odjeća redovnika. Vjeruje se da su napravljene po uzoru na Budinu odjeću koju mu je majka napravila.

## Povijest
Prva se kasa pojavila u 4. stoljeću pr.n.e. u Indiji. U početku su imale kockasti uzorak i bile rađene od odbačene tkanine.